# 团结彝族乡
团结彝族乡是中华人民共和国云南省大理白族自治州云龙县下辖的一个民族乡。

## 行政区划
团结彝族乡下辖以下村级行政区划单位：
团结村、新宅村、河南村、河东村和丰收村。